# Daïra de Aïn Kermes
La daïra d'Ain Kermes est une circonscription administrative de la wilaya de Tiaret. Son chef lieu est la commune éponyme d'Ain Kermes.

## Communes
- Aïn Kermes (chef-lieu)
- Madna
- Medrissa
- Rosfa
- Sidi Abderrahmane